# Saint-Stanislas-de-Kostka
Saint-Stanislas-de-Kostka es un municipio de la provincia de Quebec, Canadá. Es una de las ciudades pertenecientes al condado regional de Beauharnois-Salaberry y, a su vez, a la región de Vallée-du-Haut-Saint-Laurent en Montérégie.

## Geografía
El territorio de Saint-Stanislas-de-Kostka se encuentra ubicado por la orilla sur del río San Lorenzo. Está situado entre la ciudad de Salaberry-de-Valleyfield y el canal de Beauharnois al norte, Saint-Louis-de-Gonzague al este, Ormstown al sureste, Godmanchester al sur, Sainte-Barbe al suroeste, el lago Saint-François al oeste. En otra orilla del lago se encuentran los municipios de Saint-Zotique y Les Coteaux en municipio regional de condado de Vaudreuil-Soulanges. Tiene una superficie total de 62,21 km² cuyos 57,59 son tierra firme.

## Política
Forma parte de las circunscripciones electorales de Beauharnois a nivel provincial y de Beauharnois-Salaberry a nivel federal.

## Demografía
Según el Censo de Canadá de 2011, había 1553 personas residiendo en esta ciudad con una densidad de población de 26,9 hab./km². Los datos del censo mostraron que de las 1668 personas censadas en 2006, en 2011 hubo una disminución de 115 habitantes (-6,9 %). El número total de inmuebles particulares resultó de 732. El número total de viviendas particulares que se encontraban ocupadas por residentes habituales fue de 658.